# Masta Ace
Masta Ace, właściwie Duval Clear (ur. 4 grudnia 1966 na Brooklynie w Nowym Jorku) – amerykański raper.
Zadebiutował w 1988 roku. Jest członkiem grupy Juice Crew, do której należą także tacy artyści jak Marley Marl, Kool G Rap & Dj Polo, Biz Markie, MC Shan, Big Daddy Kane, Craig G, Tragedy Khadafi, Roxanne Shante. Poza tym jest członkiem ekipy Crooklyn Dodgers. W roku 1990 wydał swój debiutancki album Take A Look Around. Masta Ace zawsze był związany z undergroundową sceną, co często podkreśla w swoich tekstach. Sukcesem komercyjnym okazał się wydany w 1995 roku singiel Born To Roll z płyty Sittin'On Chrome. W 2003 roku założył swoją własną wytwórnię M3 Records. Należy do grupy eMC, w skład której wchodzą: On sam, Wordsworth, Punchline i Strick. Pierwszy album eMC został wydany 24 stycznia 2008 roku. The Show zawiera 24 utwory, a gościnnie wystąpili na nim: Little Brother, ADI (z Growing Nation), Sean Price, Strickie Love, Ladybuy Mecca, Money Ham.
Wystąpił gościnnie na płycie łódzkiego składu Familia H.P. oraz na płycie "Całkiem Nowe Oblicze 2" zespołu Slums Attack w utworze "The Bridge".

## Dyskografia
Studyjne
- Take a Look Around (1990)
- SlaughtaHouse (z Masta Ace Incorporated) (1993)
- Sittin' on Chrome (z Masta Ace Incorporated) (1995)
- Disposable Arts (2001)
- A Long Hot Summer (2004)
- The Show (z eMC) (2008)
- Arts & Entertainment (z Edo G) (2009)
- MA Doom: Son of Yvonne (2012)
- The Falling Season (2016)

Kompilacje
- The Best of Cold Chillin: Masta Ace (2001)
- Hits U Missed (2004)
- Hits U Missed vol. 2 (2005)
- Grand Masta The Remix & Rarity Collection (2006)
- Hits U Missed vol. 3 (2008)